# Хвостатка спирейная
Хвостатка спирейная (Satyrium (Nordmannia) prunoides) — дневная бабочка из семейства голубянок.

## Описание
Длина переднего крыла самцов 12—16 мм, самок 14—19 мм. Размах крыльев 22—27 мм. Верхняя сторона крыльев у обоих полов бурого цвета. На передних крыльях самцов в центральной части имеется тусклое буровато-желтое пятно неопределенных очертаний. Андрокониальное пятно у самцов очень маленькое, едва заметное. Задние крылья у обоих полов с короткими хвостиками длиной 2—2,5 мм. Испод крыльев серовато-бежевого цвета, часто с рыжеватым оттенком особенно у самок. Прикраевая перевязь заднего крыла желтоватого цвета. Беловатая поперечная линия не образует выраженного W-образного излома. На заднем крыле красная прикраевая перевязь цельная, узкая у самцов и широкая у самок.

## Ареал
Россия (Южное Приморье, Хабаровский край, Амурская область, Еврейская автономная область, юг Читинской области, Бурятия, Южная Сибирь), Корея, Северный и Северо-Восточный Китай, Монголия, Северо-Восточный Кавказ.

## Биология
За год развивается в одном поколении. Время лёта наблюдается с середины июля до середины августа. Встречаются не часто. Самки откладывают яйца по одной штуке на ветви кормовых растений. Гусеница развивается на спиреи и, возможно, черёмухе Маака.